# Rottelsdorf
Rottelsdorf is een plaats en voormalige gemeente in de Duitse deelstaat Saksen-Anhalt, en maakt deel uit van de Landkreis Mansfeld-Südharz.

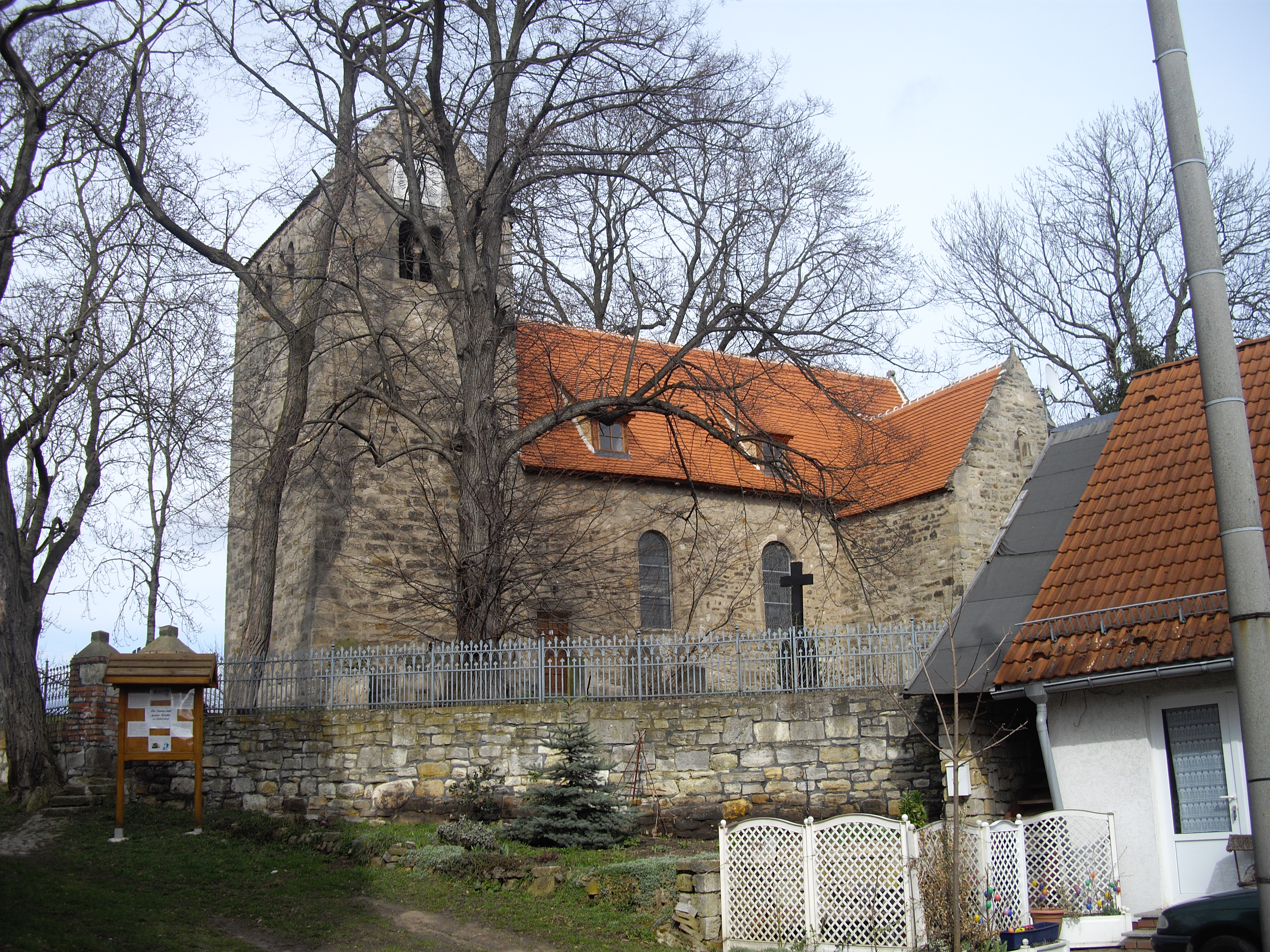
Dorpskerk van Rottelsdorf

Rottelsdorf telt 338 inwoners.